# Distinktionsbetyg
Distinktionsbetyg kallades sådana betyg som tidigare vid svenska universitet kunde utfärdas för studenter som utmärkte sig. De fungerade som förstärkning av huvudbetygen, vilka nämndes vid sina latinska namn, approbatur (godkänd), cum laude (med beröm godkänd) och laudatur (berömlig). 
De viktigaste distinktionsbetygen var maxima cum laude (med högsta beröm), egregie laudatur, eximie laudatur (utmärkt berömlig) och par nobis ("som oss", det vill säga jämbördig med examinatorn).

## Per land
I USA är det alltjämt vanligt med latinska beteckningar på betyg för dem som särskilt utmärker sig. Summa cum laude har i allmänhet utdelats till en procent av studenterna och magna cum laude till något fler. Egregia cum laude har här ibland använts som likvärdigt med summa cum laude men för dem som genomgått ett mer krävande studieprogram. Det sällan använda maximia cum laude har haft en mellanställning mellan summa och magna. På senare tid har en viss betygsinflation ägt rum. Betygsättningen varierar mellan olika universitet, varför jämförelser kan bli missvisande.
I Storbritannien förekommer stundom First-Class Honours with Distinction, informellt kallat "Starred First" (Cambridge) eller "Congratulatory First" (Oxford).
I Tyskland används, utöver rite (genomsnittlig), betygen cum laude (högre än genomsnittet), magna cum laude (särdeles berömligt) och det sällsynta summa cum laude (enastående prestation), huvudsakligen vid bedömningen av doktorsexamina.
I Österrike är det högsta distinktionsbetyg som kan tilldelas en doktor sub auspiciis, promovering i närvaro av Österrikes förbundspresident, vilket endast tilldelas studenter med högsta möjliga studieprestationer under alla stadier av sin högre utbildning. Traditionen grundades ursprungligen under kejsardömet, då distinktionen utdelades av kejsaren.
I Frankrike används cum laude för de bästa fem procenten som avlägger examen och summa cum laude för den bästa en procenten.
I Danmark återinfördes beteckningen cum laude i samband med Aalborgs universitets elitutbildningar (fram till januari 2013). Det var möjligt att få tillägget cum laude till sin kandidatexamen. För att få det fordrades i medeltal minst det näst högsta betyget på en sjugradig skala.